# Pepa Llidó i Mengual
Pepa Llidó i Mengual (Xàbia, Marina Alta, 1940) és una activista cultural valenciana. És ATS i matrona i treballa a l'Hospital Clínic de València des de 1964. Presidenta de l'Associació Cultural Antoni Llidó, durant més de trenta anys ha fet tot el possible per tal d'esbrinar qui van ser els responsables de la desaparició a Xile sota la direcció d'Augusto Pinochet del capellà valencià Antoni Llidó, amb la ferma voluntat de portar-los davant la justícia. També s'ha dedicat a conservar i preservar, des de l'arrelament al país, els valors cívics i educatius que el seu germà Antoni va defensar al llarg de la seva vida i va demostrar amb una dedicació absoluta als més necessitats. El 2005 va rebre el Premi d'Actuació Cívica atorgat per la Fundació Lluís Carulla.